# Dybet drager
Dybet drager er en dansk stumfilm fra 1914 med ukendt instruktør.

## Handling
Denne artikel mangler et handlingsreferat. Hjælp os med at skrive det.